# Gran Premio Agostano
Il Gran Premio Agostano era una corsa in linea maschile di ciclismo su strada, riservata alla categorie Under-23/Elite, che si svolgeva in Lombardia, nel mese di agosto, nei pressi del comune di Santo Stefano Lodigiano, in provincia di Lodi.

## Albo d'oro
Aggiornato all'edizione 2013.
| Anno      | Vincitore                                           | Secondo                                             | Terzo                                               |
| --------- | --------------------------------------------------- | --------------------------------------------------- | --------------------------------------------------- |
| 1932      | Attilio Pavesi                                      |                                                     |                                                     |
| 1933      | Erminio Bruschi                                     |                                                     |                                                     |
| 1934      | Angelo Politi                                       |                                                     |                                                     |
| 1935      | Carlo Bonfanti                                      |                                                     |                                                     |
| 1936      | Carlo Bonfanti                                      |                                                     |                                                     |
| 1937      | Edgardo Scappini                                    |                                                     |                                                     |
| 1938      | Attilio Mutti                                       |                                                     |                                                     |
| 1939      | Gino Scappini                                       |                                                     |                                                     |
| 1940-1944 | non disputata a causa della Seconda guerra mondiale | non disputata a causa della Seconda guerra mondiale | non disputata a causa della Seconda guerra mondiale |
| 1945      | Franco Giussani                                     |                                                     |                                                     |
| 1946      | Alfo Ferrari                                        |                                                     |                                                     |
| 1947      | Angelo Clerici                                      |                                                     |                                                     |
| 1948      | Luigi Rivetta                                       |                                                     |                                                     |
| 1949      | Ulisse Spallazzi                                    |                                                     |                                                     |
| 1950      | Mario Follino                                       |                                                     |                                                     |
| 1951      | Silvano Petrini                                     |                                                     |                                                     |
| 1952      | Alfredo Martinelli                                  |                                                     |                                                     |
| 1953      | Adriano Brazzelli                                   |                                                     |                                                     |
| 1954      | Carlo Masarati                                      |                                                     |                                                     |
| 1955      | Adelio Sala                                         |                                                     |                                                     |
| 1956      | Lino Ghisoni                                        |                                                     |                                                     |
| 1957      | non organizzata                                     | non organizzata                                     | non organizzata                                     |
| 1958      | Giuseppe Levati                                     |                                                     |                                                     |
| 1959      | Mario Officio                                       |                                                     |                                                     |
| 1960      | Guerrino Secomandi                                  |                                                     |                                                     |
| 1961      | Fedele Rubagotti                                    |                                                     |                                                     |
| 1962-1964 | non organizzata                                     | non organizzata                                     | non organizzata                                     |
| 1965      | Pietro Guerra                                       |                                                     |                                                     |
| 1966      | Roberto Santini                                     |                                                     |                                                     |
| 1967      | Angelo Davo                                         |                                                     |                                                     |
| 1968      | Agostino Bertagnoli                                 |                                                     |                                                     |
| 1969      | Guido Lussignoli                                    |                                                     |                                                     |
| 1970      | Guido Lussignoli                                    |                                                     |                                                     |
| 1971      | Leonardo Contini                                    |                                                     |                                                     |
| 1972      | Giuliano Dominoni                                   |                                                     |                                                     |
| 1973      | Carlo Zoni                                          |                                                     |                                                     |
| 1974      | Mario Fraccaro                                      |                                                     |                                                     |
| 1975      | Giovanni Tonoli                                     |                                                     |                                                     |
| 1976      | Paolo Marenghi                                      |                                                     |                                                     |
| 1977      | Dino Porrini                                        |                                                     |                                                     |
| 1978      | Marino Bastianello                                  | Luciano Fusar Poli                                  | Claudio Guarnieri                                   |
| 1979      | Roberto Taesi                                       |                                                     |                                                     |
| 1980      | Moreno Argentin                                     |                                                     |                                                     |
| 1981      | Secondo Volpi                                       |                                                     |                                                     |
| 1982      | Luigi Ferrari                                       |                                                     |                                                     |
| 1983      | Gianbattista Bardelloni                             |                                                     |                                                     |
| 1984      | Dario Amadio                                        |                                                     |                                                     |
| 1985      | Ettore Manenti                                      |                                                     |                                                     |
| 1986      | Angelo Denti                                        |                                                     |                                                     |
| 1987      | Mario Mantovan                                      |                                                     |                                                     |
| 1988      | Luca Vesco                                          |                                                     |                                                     |
| 1989      | Massimiliano Semini                                 |                                                     |                                                     |
| 1990      | Angelo Corini                                       |                                                     |                                                     |
| 1991      | Paolo Ratti                                         |                                                     |                                                     |
| 1992      | Learco Filippini                                    |                                                     |                                                     |
| 1993      | Ivan Luna                                           |                                                     |                                                     |
| 1994      | Giancarlo Raimondi                                  |                                                     |                                                     |
| 1995      | Diego Ferrari                                       |                                                     |                                                     |
| 1996      | Fabio Trinci                                        |                                                     |                                                     |
| 1997      | Roberto Turconi                                     |                                                     |                                                     |
| 1998      | Domenico Gualdi                                     |                                                     |                                                     |
| 1999      | Raffaele Luongo                                     |                                                     |                                                     |
| 2000      | Sebastiano Scotti                                   |                                                     |                                                     |
| 2001      | Sebastiano Scotti                                   |                                                     |                                                     |
| 2002      | Marco Menin                                         |                                                     |                                                     |
| 2003      | Mauro Ferrari                                       |                                                     |                                                     |
| 2004      | Mattia Gavazzi                                      |                                                     |                                                     |
| 2005      | Daniele Colombo                                     |                                                     |                                                     |
| 2006      | Pierpaolo De Negri                                  | Luca Galbiati                                       | Diego Vailati Facchini                              |
| 2007      | Vitalij Buc                                         | Marco Monopoli                                      | Enrico Venturini                                    |
| 2008      | Alessandro Raisoni                                  | Paolo Tomaselli                                     | Alessandro Mazzi                                    |
| 2009      | Nicola Galli                                        | Marco Zanotti                                       | Aleksej Catevič                                     |
| 2010      | Alessio Vescovo                                     | Matteo Azzolini                                     | Federico Incardona                                  |
| 2011      | Joshua Edmondson                                    | Andrea Di Corrado                                   | Claudio De Benedictis                               |
| 2012      | Andrea Zordan                                       | Ignazio Moser                                       | Rino Gasparrini                                     |
| 2013      | Alberto Cornelio                                    | Nicola Ruffoni                                      | Jakub Mareczko                                      |

## Statistiche

### Vittorie per nazione
Aggiornato all'edizione 2013.
| Pos. | Nazione       | Vittorie |
| ---- | ------------- | -------- |
| 1    | Italia        | 71       |
| 2    | Gran Bretagna | 1        |
| 2    | Ucraina       | 1        |